# 윌슨산 천문대
윌슨 산 천문대(윌슨 山 天文臺, Mount Wilson Observatory, MWO)는 캘리포니아주 로스앤젤레스에 있는 천문대이다. 로스앤젤레스 북동부 패서디너 부근의 산 가브리엘 산맥의 윌슨 산 1,742 m 정상에 위치한다.
로스앤젤레스는 대기 역전층으로 인한 스모그로 덮여 있어서, 윌슨 산은 자연적으로 북아메리카에서 가장 안정된 대기를 갖게 되었고, 천문 관측과 간섭계에 적합한 장소가 되었다. 로스앤젤레스의 확장으로 천문대는 어두운 하늘을 제한받고 있지만, 여러 신·구 장비를 갖춘 윌슨 산 천문대는 여전히 천문 연구의 중심으로 남아 있다.
윌슨 산 천문대는 조지 엘러리 헤일에 의해 고안·설립되었는데, 그는 또한 여키스 천문대의 40 인치(1 m) 천문대를 만들기도 했다. 윌슨 산 태양 관측소(Mount Wilson Solar Observatory)는 1904년 카네기 연구소에 의해 설립되었는데, 일반인의 사용이 가능하게 하는 등의 조건으로 윌슨 산 호텔의 땅을 빌렸다.